# Matthew Cetlinski
Matthew Cetlinski (né le 4 octobre 1964 à Philadelphie) est un nageur américain. Lors des Jeux olympiques d'été de 1988 disputés à Séoul il remporte la médaille d'or au relais 4 x 200 m nage libre et prend la quatrième place aux 400 m et 1500 m nage libre.

## Palmarès
- médaille d'or au relais 4 x 200 m nage libre de natation aux Jeux olympiques de Séoul en 1988